# Grinnell (Iowa)
Grinnell – miasto w Stanach Zjednoczonych, w stanie Iowa, w hrabstwie Poweshiek. Zgodnie ze spisem statystycznym z 2000 roku, miasto liczyło 9105 mieszkańców.